# Ghassulian

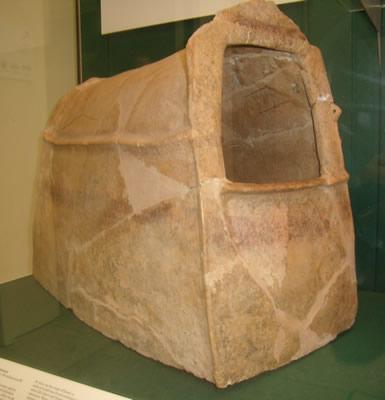
Ossuarium uit het Ghassulian, ca. 3500 v.Chr., Kanaän (British Museum)

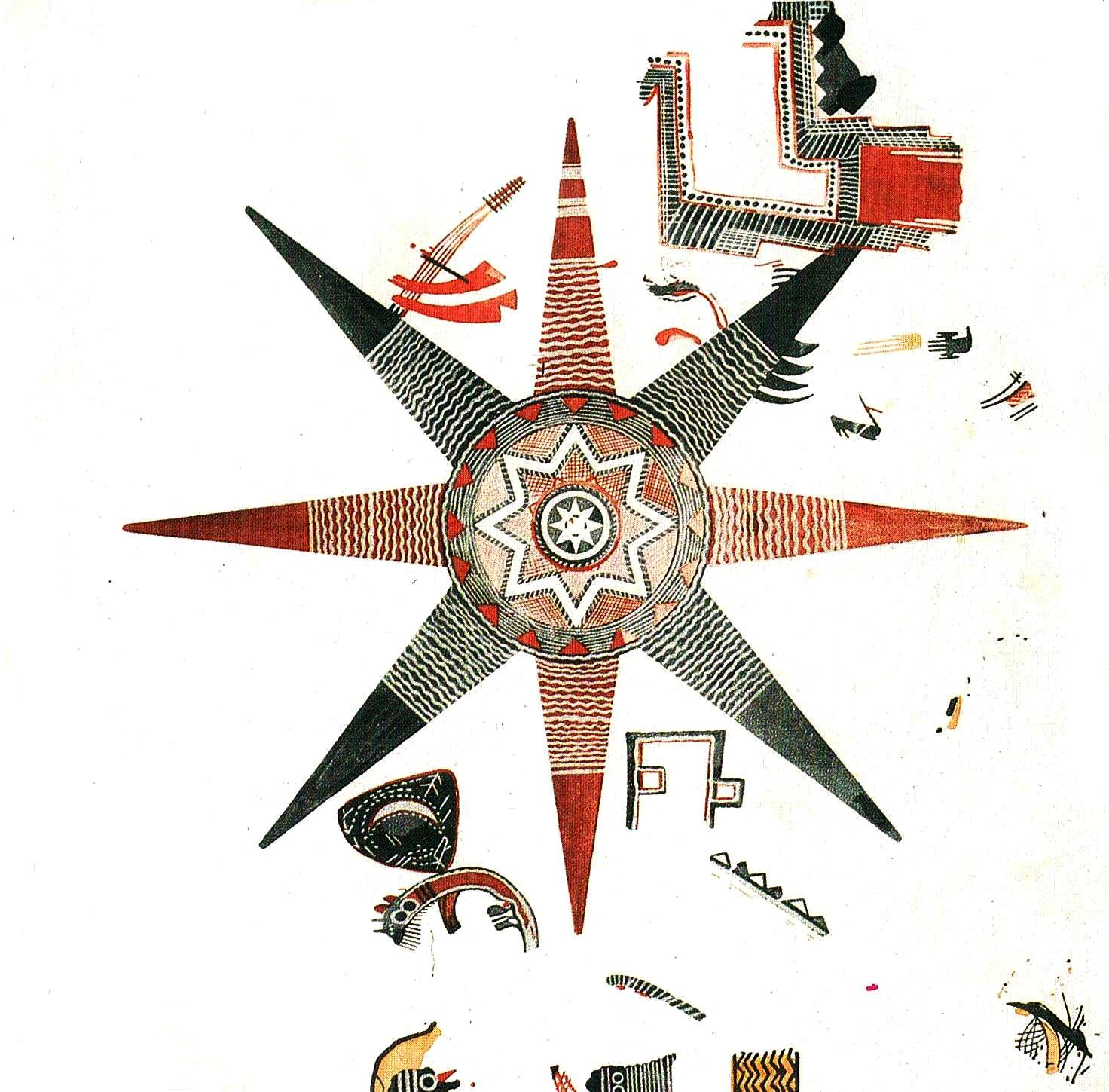
Ghassulian-ster

Het Ghassulian was een archeologische cultuur uit de midden- en late kopertijd in de zuidelijke Levant (ca. 4400 - ca. 3500 v.Chr.). De typesite, Teleilat el-Ghassul, bevindt zich in de oostelijke Jordaanvallei, nabij de noordelijke rand van de Dode Zee in het huidige Jordanië. Ze werd opgegraven door de Jezuïeten in 1929-1938 en 1959-1960. Basil Hennessy heeft op de site gegraven in 1967 en in 1975-1977, en Stephen Bourke in 1994-1999. 
Het Ghassulian kenmerkte zich door kleine nederzettingen van gemengde landbouwers die zich hadden gevestigd in de zuidelijke Levant: het huidige Jordanië, Israël en Palestina. Mensen van de Beër Sjevacultuur, een Ghassulian-subcultuur, woonden in ondergrondse woningen, uniek in de geschiedenis van de regio, of in trapeziumvormige huizen van leemsteen. Deze werden vaak gedeeltelijk ondergronds gebouwd (bovenop ingestorte ondergrondse woningen) en waren bedekt met opmerkelijke polychrome muurschilderingen. Een van de meest opvallende voorbeelden is de "Ghassulianse Ster". Hun aardewerk was zeer uitbundig, met onder meer kommen op voet en drinkbekers in de vorm van hoorns. Verschillende voorbeelden tonen het gebruik van een plastische of slibdecoratie (een laag van klei en water die gedeeltelijk werds weggeveegd terwijl het nog nat was). De Ghassuliërs waren een kopertijdcultuur, aangezien ze stenen werktuigen gebruikten, maar ook koper smolten. Uit begrafenisgebruiken blijkt dat ze hun doden begroeven in stenen dolmens en ook de secundaire begrafenis toepasten. 
Nederzettingen van het Ghassulian zijn aangetroffen op talrijke plekken in het huidige Zuid-Israël, vooral in de regio Beër Sjeva, waar uitgebreide ondergrondse woningen zijn opgegraven. Het Ghassulian correleert nauw met het Amratian in Egypte en lijkt ook verwantschappen te vertonen (bijvoorbeeld de kenmerkende karnvaten of "vogelvazen") met de vroege Minoïsche cultuur op Kreta. 

## Definitie
De naam Ghassulian wordt vaak gebruikt als synoniem voor de Levantijnse kopertijd in het algemeen en soms voor de late fases. Andere fases van het kopertijd, die verband houden met verschillende regio's in de Levant, zijn het Qatifian en Timnian (in de droge zones) en het Golanian. 

## Oorsprong
Alle Ghassulian-nederzettingen werden gebouwd in gebieden die voorheen niet bewoond waren, meestal aan de rand van dichtbevolkte gebieden. Zo zijn er kopertijdnederzettingen ontdekt in de Jordaanslenk, in de Israëlische kustvlakte en aan de randen daarvan, in de woestijn van Judea en in de noordelijke en westelijke Negev. Daarentegen lijkt het erop dat de mensen in de kopertijd zich niet vestigden in de bergachtige streken of het noorden van Israël. Er zijn verschillende kenmerken die doen vermoeden dat de dragers van de cultuur immigranten waren die hun cultuur met zich meebrachten. Alle opgegraven sites tonen een geavanceerd stadium van de cultuur: tot op heden is er in de regio geen bewijs gevonden voor een ontstaansstadium. De kenmerken van de cultuur geven aan dat er banden waren met aangrenzende regio's en dat hun cultuur zich niet in de zuidelijke Levant had ontwikkeld. 
Het is moeilijk om de tijd van vestiging van de Ghassulian-mensen in de regio te bepalen, en of zij al dan niet waren ontstaan uit lokale pre-Ghassulian-bevolkingen (zoals uit het Besorian). Algemeen kan worden gesteld dat de meeste nederzettingen dateren uit de 2e helft van het 5e millennium v.Chr. en dat ze doorgaans slechts een korte periode hebben bestaan, met uitzondering van Teleilat el-Ghassul, waar 8 opeenvolgende bewoningslagen uit de kopertijd zijn opgegraven, waarvan er 6 tot het Ghassulian worden gerekend. De oudere pre-Ghassulian-lagen worden toegeschreven aan het Besorian. De totale diepte van deze lagen is 4,5 m. 

## Koperindustrie
Het vroegste bewijs voor het bestaan van een koperindustrie in Israël werd ontdekt in Bir Abu Matar nabij Beër Sjeva. De industrie was gespecialiseerd in koperproductie en het gieten van koperen gereedschappen en artefacten. In de omgeving van Beër Sjeva is geen kopererts aanwezig. Het lijkt erop dat het erts afkomstig was uit Wadi Feynan in het zuiden van Jordanië en mogelijk ook uit Timna, waar een oude kopermijn werd ontdekt die werd toegeschreven aan de kopertijd.

## Data en overgangsfasen
Het Ghassulien, gebruikt als synoniem voor de gehele kopertijd en niet, zoals meer toepasselijk is, alleen voor de late kopertijd, volgde op de laat-neolithische periode en werd opgevolgd door de vroege brons-periode. Er is weinig bekend over de overgang van de late kopertijd naar de vroege bronstijd, maar kennelijk vond er wel een overgang plaats in de aardewerk-, vuursteenbewerkings- en metallurgische tradities, vooral in de zuidelijke regio's van de zuidelijke Levant. De dateringen voor het Ghassulian zijn afhankelijk van C14-dateringen, welke suggereeren dat het typische Ghassulian ergens halverwege het 5e millennium begon en omstreeks 1900. 3800 v.Chr. eindigde. De overgang van laat-Ghassulian naar vroeg-brons lijkt ca. 3800-3500 v.Chr.te hebben plaatsgevonden.

## Taal
Hoewel er geen geschreven bronnen uit het Ghassulian overleverd zijn, is de cultuur voorgesteld als mogelijke kandidaat voor het Proto-Semitisch. De sprekers van het Afro-Aziatische Pre-Semitisch zouden op een nog onbekend tijdstip vanuit Noordoost-Afrika via de Sinaï gemigreerd zijn. Het einde van het Ghassulian zou met een verdere verspreiding van de Semitische talen verband kunnen houden.